# Lars U. Scholl

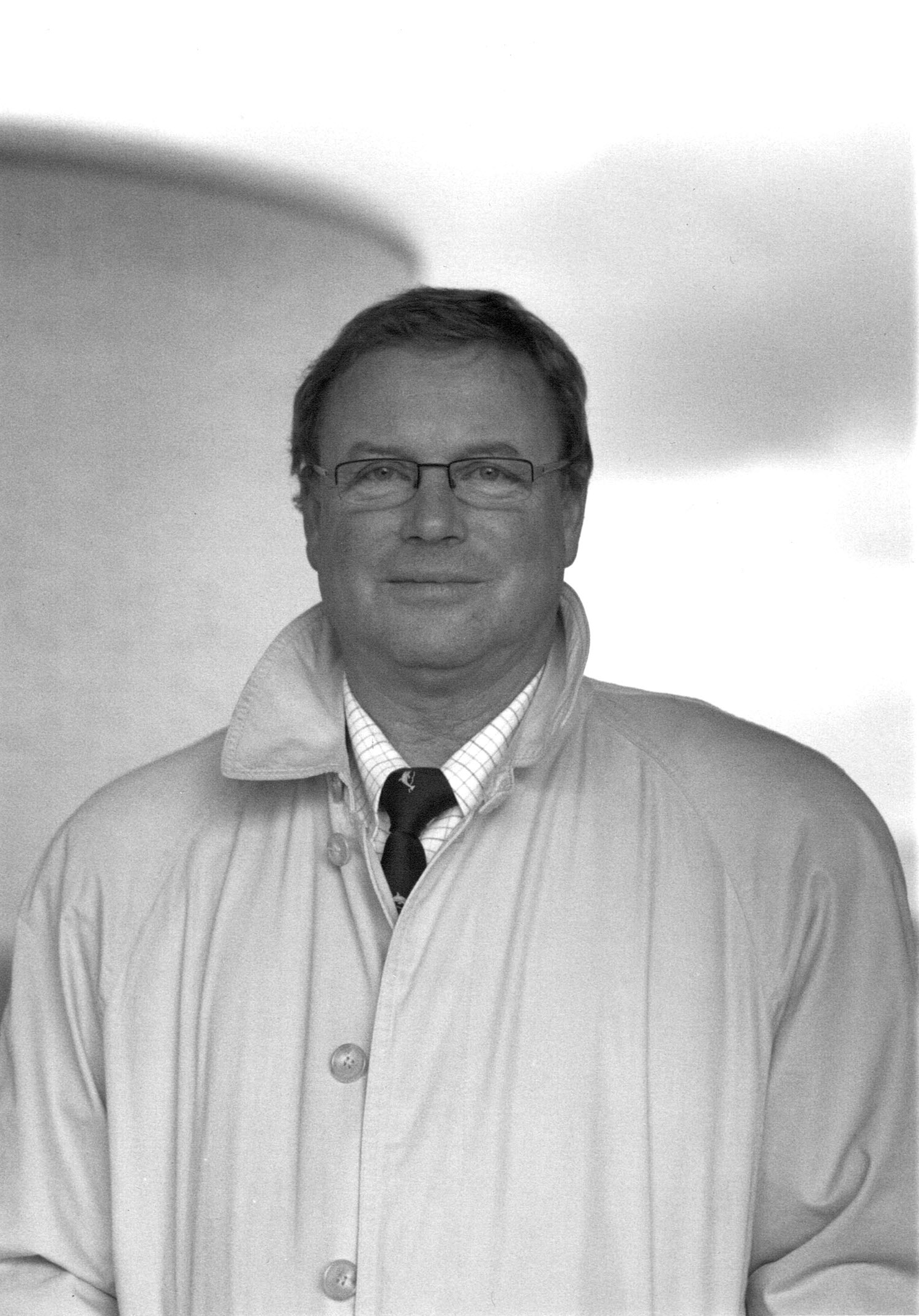
Lars U. Scholl, vor 2015

Lars Ulrich Scholl (* 2. Februar 1947 in Nordhorn) ist ein deutscher Seefahrtshistoriker. Bis Juli 2016 war er Präsident der International Maritime Economic History Association.

## Leben
Lars U. Scholl besuchte von 1957 bis 1966 das Wilhelm-Dörpfeld-Gymnasium in Wuppertal. Nach dem Abitur diente er zwei Jahre beim Heer. Ab 1968 studierte er an der Georg-August-Universität Göttingen und der University of Oxford Geschichte, Anglistik und Skandinavistik. Ab 1974 war er Promotionsstipendiat der Konrad-Adenauer-Stiftung. 1977 wurde er an der Technischen Universität Hannover mit einer Doktorarbeit über die Entstehung der Berufsgruppe der Ingenieure in Deutschland promoviert. Die Arbeit wurde 1977 mit dem Rudolf-Kellermann-Preis ausgezeichnet.
1979 kam er an das Deutsche Schifffahrtsmuseum. Er leitete hier die Abteilung „Schifffahrt im Industriezeitalter“ mit den Forschungsschwerpunkten Handelsschifffahrt, Schiffbau und Marine im 19. und 20. Jahrhundert sowie den Sonderforschungsbereich „Marinemalerei in Deutschland“. Von 1981 bis 1989 hielt Scholl Lehraufträge an den Universitäten Hannover und Bremen sowie an der Hochschule Bremerhaven. 1989 nahm er einen Lehrauftrag an der Universität Hamburg an. Von 2000 bis 2004 lehrte er dort als Professor für Geschichte der Seefahrt.
Scholl war 1986 Gründungsmitglied der International Maritime Economic History Association (IMEHA) und war Mitglied des Wissenschaftlichen Beirates des International Journal of Maritime History, von 1995 bis 2012 als dessen Vorsitzender. 2012 wurde er in Gent zum Präsidenten der IMEHA gewählt. Von 1990 bis 1995 war Scholl Vizepräsident der International Commission for Maritime History (ICMH), von 1996 bis 2012 Mitglied des Executive Councils. Er wurde 1994 in den Wissenschaftlichen Beirat des Centre of Maritime and Regional Studies des Fischerei- und Seefahrtsmuseums Esbjerg und der Süddänischen Universität in Esbjerg berufen, dessen Vorsitzender er von 2003 bis 2012 war. Von 2005 bis 2012 saß er im Executive Council des International Congress of Maritime Museums. Der Association of North Sea Cities gehörte er seit der Gründung bis 2012 als Vorstandsmitglied an.
Seit 1992 ist er Vorsitzender der Deutschen Seefahrtsgeschichtlichen Kommission. Ab 2004 war er Geschäftsführender Direktor des Deutschen Schifffahrtsmuseums und Professor für Schifffahrtsgeschichte an der Universität Bremen – auf der ersten Professur dieser Art in Deutschland. Sein Arbeitsschwerpunkt war die deutsche Schifffahrtsgeschichte vom 18. Jahrhundert bis zur Gegenwart im internationalen Kontext sowie die maritime Kunstgeschichte. 2012 wurde er pensioniert.

## Herausgeber
Scholl ist Begründer und Herausgeber der Deutschen Maritimen Studien / German Maritime Studies im Jahre 2005; bis 2015 wurden 23 Bände herausgegeben.

## Ehrenämter
- Vizepräsident der Wittheit zu Bremen
- Vorstand des U-Boot-Technikmuseums Wilhelm Bauer in Bremerhaven (bis 2012)
- Kuratorium Leuchtturm Roter Sand der Deutschen Stiftung Denkmalschutz, Vorsitzender 2004–2012
- Ratsmitglied der Gemeinde Loxstedt 1986–2001; 1996–2001 stellvertretender Bürgermeister